# Комиссаров, Александр Анатольевич
Комиссаров Александр Анатольевич (20 января 1946, Москва - 18 января 2016, Москва) — советский и российский художник двумерного пространства.

## Биография
Родился в Москве в 1946 году. В 1971 году окончил МГПИ им. Ленина художественно-графический факультет. Учился у А. А. Алейникова и В. Н. Вакидина. Диплом защищал под руководством Е. И. Комарова. С 1977 года член Союза Художников СССР — график. С 1972 года постоянный участник московских, республиканских, всесоюзных и тематических выставок.
С 1972 по 1984 преподавал в МГПИ, ассистент кафедры живописи.
С 1986 по 1990 член бюро секции графики Московского Союза художников, член правления художественного фонда Москвы.
Работы находятся в музеях и частных собраниях в России и за рубежом.

## Цитаты
Искусство открыто всем. Выразительность и доступность художественной формы зависят от общей культуры автора. Истинное содержание художественной формы есть прямое следствие содержание личности автора. Ни симулировать, ни скрыть его невозможно. Художник приходит в мир отдавать. Чуткий зритель всегда поймет, что ему предлагают.

## Выставки
- 1985 г. — Выставка и творческий вечер, Москва, Дом художников
- 1990 г. — Групповая выставка, Москва, Дом художников,
- 1992 г. — Персональная выставка рисунков, Москва, Театр «Новая сцена»
- 1998 г. — Выставка «А. Алейников и А. Комиссаров», Москва, Галерея «Усадьба»,
- 2002 г. — Выставка «70 лет МОСХ», Москва, «Манеж»
- 2004 г. — Выставка «Слушали — постановили. Живопись, графика», Москва, Галерея «Ковчег»[3]
- 2009 г. — Выставка живописи «Библейские сюжеты», Москва, Выставочный зал Российской Академии искусств[4]